# Bardzraszen (Szirak)
Bardzraszen – wieś w Armenii, w prowincji Szirak. W 2011 roku liczyła 40 mieszkańców.